# 蒙巴尔东
蒙巴尔东（法語：Monbardon，法語發音：[mɔ̃baʁdɔ̃]）是法国热尔省的一个市镇，位于该省东南部，和上加龙省接壤，属于米朗德区。

## 地理
蒙巴尔东（43°22'54"N, 0°42'33"E）面积6.41 平方千米，位于法国奧克西塔尼大區热尔省，该省份为法国西南部内陆省份，北起顺时针与洛特-加龙省、塔恩-加龙省、上加龙省、上比利牛斯省、大西洋比利牛斯省和朗德省接壤。
与蒙巴尔东接壤的市镇（或旧市镇、城区）包括：皮莫兰、戈让、蒙蒂、萨尔科。
蒙巴尔东的时区为UTC+01:00、UTC+02:00（夏令时）。

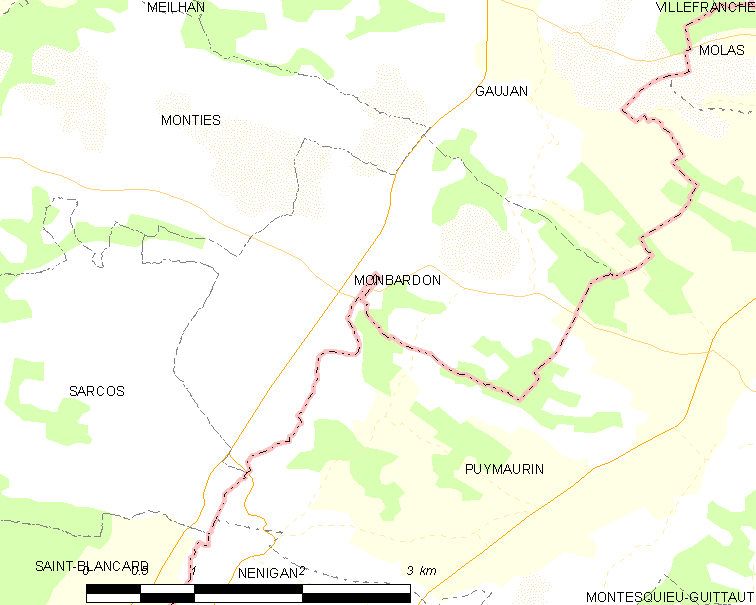
蒙巴尔东的OSM定位图

## 行政
蒙巴尔东的邮政编码为32420，INSEE市镇编码为32260。

## 政治
蒙巴尔东所属的省级选区为阿斯塔拉克-日莫讷县。

## 人口

1962-2008年间蒙巴尔东人口变化图示

蒙巴尔东于2022年1月1日时的人口数量为69人。